# FSN (기업)
FSN은 2007년 6월에 설립된 대한민국의 업체이다. 모바일 광고 플랫폼인 카울리(Cauly)를 운영하고 있다.